# Salvador Castaneda Castro
Salvador Castaneda Castro (6 août 1888 - 5 mars 1965) est un militaire et homme politique salvadorien. Il est président du Salvador du 1er mars 1945 au 14 décembre 1948. Il a auparavant exercé les fonctions de ministre de l'Intérieur du président Maximiliano Hernández Martínez.
Il est élu sans opposition pendant la loi martiale en janvier 1945, et est renversé par un coup d'État en décembre 1948 institué par d'autres officiers de l'armée.

## Biographie

### Soulèvements de 1944
Une grève générale commence le 19 avril 1944 en réaction aux politiques répressives du président Maximiliano Hernández Martínez. La révolte prend la forme d'actes de désobéissance civile de la part des ouvriers, des étudiants et des employés du gouvernement qui refusent d'aller au travail ou à en cours. Pendant la grève, un policier tue le fils d'un riche immigrant venu des États-Unis. L'ambassadeur des États-Unis a demandé des explications, ce qui a mis le président dans une position délicate. De même, la situation économique difficile a également contribué à la pression populaire exercée sur Martínez, qui finit par démissionner. Avant de partir en exil, Martínez nomme le général Andrés Ignacio Menéndez à la présidence provisoire. Bien que la grève ait réussi à renverser Martínez, ses dirigeants n'étaient pas assez bien organisés pour former une organisation durable. Les partisans de Martínez ont également réussi à arrêter ou à exiler de nombreux leaders du mouvement.
En octobre 1944, Osmín Aguirre y Salinas, qui avait dirigé la police nationale, organise un contre-coup d'Etat réussi avec de nombreux autres responsables militaires très conservateurs. Il réprime la plupart des groupes dissidents. Cette répression a radicalisé les opposants, qui se sont armés dans le Guatemala voisin, lequel venait de renverser le dictateur Jorge Ubico à l'occasion de la révolution d'octobre 1944. Un soulèvement armé est lancé par des étudiants à San Salvador le 8 décembre, suivi d'une attaque d'insurgés guatémaltèques quatre jours plus tard. Les deux mouvements sont écrasés par le gouvernement Aguirre, qui consolide ainsi sa position au pouvoir.

### Présidence
Au début de 1945, Aguirre transmet le pouvoir à Salvador Castaneda Castro. En janvier 1945, Castro est élu président avec le soutien des élites qui avaient soutenu Martínez. Il se place sous l'étiquette du parti agraire. Il n'a fait face à aucune opposition lors des élections, le pays étant resté sous la loi martiale pendant tout le processus. Castro avait auparavant exercé les fonctions de ministre de l'Intérieur dans le gouvernement de Martínez, comme nombre des ministres nommés par Castro.
Le gouvernement de Castro a adopté une mesure qui a assoupli les restrictions imposées aux syndicats en janvier 1946. Cependant, le gouvernement n'a pas adouci sa réponse aux grèves. En octobre 1946, des ouvriers d’un syndicat de boulangers et d’une usine de textile mènent une grève générale dans l’espoir de faire renvoyer Castro de la présidence. Le gouvernement a mis fin à la grève et deux cents personnes ont été arrêtés.
En septembre 1946, en réponse à une nouvelle grève, Castaneda Castro dissout toutes les organisations ouvrières et exile leurs dirigeants. L'historien Paul Almeida a décrit la situation dans le pays sous le gouvernement de Castro comme un « état de siège ». R.V. Elam a déclaré que les gouvernements d’Aguirre et de Castro « ont rétabli un système de gouvernance par les élites et restreint les activités politiques ».
Le pays assiste à une reprise économique sous Castro, le prix du café augmentant ; En même temps, le retour à la démocratie devenait moins probable, la guerre froide renforçant le sentiment anticommuniste.
En 1945, Castaneda Castro rencontra le président guatémaltèque Juan Jose Arevalo pour discuter de la possibilité d'une Union centraméricaine. En 1946, les deux présidents ont signé le pacte de Santa Ana et, un an après, le pacte de l'Union confédérée des États d'Amérique centrale. Cependant, ce projet n'a jamais été pleinement réalisé. Castro a été renversé lors d'un coup d'État en décembre 1948, dirigé par de nombreux jeunes officiers de l'armée qui installent à la place le Conseil de gouvernement révolutionnaire.